# Namagan-Patrimonium
Unter dem Namagan-Patrimonium verstanden die Tatarenfürsten des späten 15. Jahrhunderts eine die Große Horde in der südlichen Wolgaregion kontrollierende Verwandtschaftsgruppe. Das Staatswesen war der verbliebene Rumpfstaat der Goldenen Horde.
Der Begriff wurde u. a. 1490 vom Khan der Krim, Mengli Giray und 1494 von Ibaq, dem Khan von Sibir in ihrer Korrespondenz verwendet, um sich von der Namagan-Verwandtschaftsgruppe abzugrenzen. 
Der Aufstieg der Verwandtschaftsgruppe begann mit Temür Qutlugh um 1395. Dieser Prinz war ein Flüchtling am Hof des mittelasiatischen Eroberers Timur Lenk und nach der Niederlage des Khans Toktamisch gegen Timur Lenk (1391 und 1395) in die Goldene Horde zurückgekehrt. Hinter ihm stand der Emir Edigü, der die Politik der Horde im frühen 15. Jahrhundert dominierte und dessen Nachkommen (die sog. Nogaier- oder Mangit-Horde) das Namagan-Patrimonium weiterhin unterstützten.
Als Ahnherr des Namagan-Patrimoniums wird ein gewisser Numkan bzw. Timur-Namagan betracht. Über die weiter entfernten Vorfahren besteht Unklarheit. Zu dieser Gruppe zählen die folgenden Khane:
- Temür Qutlugh 1391, 1395–1401 (Sohn Temür Maliks, Enkel von Urus Khan)
- Schadi Beg 1401–1407 (Sohn Temür Maliks (?))
- Bolod/Pulad 1407–1410 (Sohn Temür Maliks (?))
- Temür 1410/12 (Sohn Temür Qutlughs)
- Kücük Mehemed 1435–1459/65 (Sohn Temürs, Enkel des Temür Qutlughs[1])
- Mahmud 1459/65 (Sohn von Kücük Mehemed)
- Ahmed 1459/65-1481 (Sohn von Kücük Mehemed)
- Saih Ahmed 1481–1502 (Sohn Ahmeds)
  - Mitregent: Murteza, Sajjid Ahmed (Brüder Saih Ahmeds)
  - Qasim, Gründer des Khanat Astrachan (Sohn Mahmuds)